# Eleições gerais no Haiti em 1987
As eleições gerais no Haiti em 1987 foram realizadas em 29 de novembro de 1987, com um segundo turno previsto para 29 de dezembro. Os eleitores elegeriam o presidente, 77 deputados e 27 senadores. No entanto, as eleições foram suspensas devido a um massacre de eleitores.

## Candidatos
Entre os candidatos a presidente estavam:
- Marc Bazin (ex-Ministro do Tesouro) do Mouvement Pour la l'Instauration de la Démocratie en Haïti (MIDH).
- Gérard Gourgue, da Frente Nacional de Concertação (FNC).
- Louis Déjoie Jr. pelo Partido Nacional da Agricultura e Indústria (PAIN).[3]
- Sylvio Claude pelo Partido Democrático Cristão do Haiti (PDCH).
- Hubert de Ronceray para a Mobilisation pour le Developpement National (MDN).
- Leslie Manigat para o Rally dos Democratas Nacionais Progressistas (RDNP).
- Grégoire Eugene pelo Partido Social Cristão do Haiti (PSCH).
- René Théodore pelo Partido Unificado dos Comunistas Haitianos (PUCH).
- François Latortue para o Mouvement Democratique pour la Liberation d'Haiti (MODELH).
- Gerard Philippe Auguste.
- Rosny Desroche.

Dois candidatos foram assassinados antes das eleições; Louis Eugene Athis (Movimento Democrático de Libertação do Haiti) em 3 de agosto, e Yves Volel (União Democrata Cristã) em 13 de outubro. Em 2 de novembro de 1987, o Conselho Nacional Eleitoral barrou 12 candidatos presidenciais  por simpatizarem pelo ex-regime Duvalier. Entre os candidatos rejeitados estavam Clovis Desinor (ex-ministro da Fazenda), tenente. General Claude Raymond (ex-Chefe do Estado-Maior), General Jean Baptiste Hilaire, Herve Boyer, Edouard Francisque e outros oficiais do exército e ministros de gabinete. Outros candidatos rejeitados foram Clemard Joseph Charles, Alphons Lahens, Hillaire Jean-Baptiste, Jean Julme, Edouard Francisque, Jean Theagene, Arthur Bonhomme, Herve Boyer e Franck Romain.

## Cadernos eleitorais
Em 8 de novembro de 1987, data de encerramento do recenseamento eleitoral, o Conselho Eleitoral Provisório (CEP), com a ajuda de 30.000 voluntários, havia conseguido registrar 2.246.000 eleitores, estimados em 73% do eleitorado potencial.

## Incidente
As eleições foram canceladas apenas três horas após a abertura das urnas, depois que as tropas lideradas pelo membro do Service d'Intelligence National, tenente-coronel Jean-Claude Paul, massacraram de 30 a 300 eleitores no dia da eleição. O local do massacre foi em Ruelle Vaillant, Porto Príncipe, os eleitores faziam fila no Ecole Nationale Argentine Bellegarde.
Nesse mesmo dia, diversos meios de comunicação foram atacados: a Rádio Haiti-Inter sofreu um ataque com granada em sua fachada e a Rádio Antilhas Internacional foi atacada com tiros. Um grupo de 16 homens em uniformes do exército destruiu o transmissor da Rádio Soleil.
As eleições foram seguidas vários meses depois pelas eleições de 1988, que foram boicotadas por quase todos os candidatos anteriores e tiveram uma participação de apenas 4% da população.

### Memória
Esses assassinatos em massa contra eleitores ficaram conhecidos no imaginário haitiano como "Massacre de Ruelle Vaillant", por ter ocorrido no local.
O ex-presidente americano Jimmy Carter, preocupado com a eleição no Haiti marcada para dezembro de 1990, citou esse caso:
"Cidadãos que faziam fila para votar foram ceifados por fuzilarias de balas de terroristas. Líderes militares, que haviam orquestrado ou tolerado os assassinatos, agiram para cancelar a eleição e manter o controle do governo."
Em 2021, no aniversário do incidente, o primeiro-ministro Ariel Henry homenageou as vítimas do massacre, e prometeu criar um clima pacífico para as próximas eleições.